# Гімназія № 6
Гімназія № 6 ім. Житниченка І. В. — державний загальноосвітній заклад, що знаходиться у місті Бердичеві Житомирської області за адресою: вул. Житомирська, 104/2. Станом на 2022/23 навчальний рік у гімназії навчаються 347 учні у 16 класах, кількість інклюзивних класів - 7. Мова навчання — українська.

## Адміністрація
- Ткачук Тетяна Олексіївна — ТВО директора гімназії, заступник директора.
- Данилюк Таїсія Миколаївна — заступник директора.[2]

## Історія школи
Містечко Бердичів наприкінці ХІХ і на початку ХХ століття фактично стало одним з найбільших міст України. Після Києва та Одеси Бердичів займав третє місце за кількістю населення (за даними перепису 1897 року в місті проживало 85 тис. чоловік), хоча за статусом залишалось повітовим містечкам Київщини. В цей період рівень розвитку освіти в містечку значно зріс порівняно з XVIII ст. На початку ХІХ ст. вже діяла гімназія, в 1825 р. засновано 4-класне училище, з 1829 по 1845 р.р. діяло парафіяльно-духовне училище, і 1850 р. було відкрито перше, а в 1860 р. — друге єврейське училище 1-го розряду. Для навчання дітей з заможних сімей відкрились кілька гімназій (Капронович, Усаневич), казенна чоловіча гімназія, казенне єврейське двокласне училище (1896 р.), міське комерційне училище (1904-1910 р.р,), а також діяли 3 церковно-парафіяльні, торговельно-професійна школи, ряд приватних шкіл (Литвака, Шварцмана, Бройде, Вальнштейна-Фінкельштейна (жіноча). Для навчання дітей небагатих ремісників євреї відкрили Талмуд-Тору та десять хедерів.
Згідно з реформою 1 січня 1864 р. в Російській імперії засновувалися земства — виборні органи місцевого самоврядування. Вони відігравали позитивну роль у піднесенні рівня народу. У земському самоврядуванні брало участь все населення, яке мало земельну власність. Від них шляхом самообкладання кожної десятини землеволодінь надходили і кошти для різноманітної діяльності земств. У 1912 р. на кошти земської управи на одному з пустирів Бердичева спорудили училище. Керував будівельними роботами виконроб Астраханцев Олександр Парфенович. У наступному році учні і вчителі училища посадили каштанову алею, яка й зараз прикрашає шкільне подвір'я. Першим директором був Крук Прохор Опанасович, першими вчителями — Сатінсон Марія Давидівна, Бойко Анна Феофілівна, Яшинський В'ячеслав Феофілович, Ящинська Марія Абрамівна. В училищі було 5 класів — три початкових і два середніх, в яких навчалося 150 учнів. Працювало 7 вчителів. Учні носили форму: шинель, костюм сірого кольору, картуз з кокардою, пояс з великою мідною пряжкою. В училищі організовували карнавали, працював драматичний гурток, а хором керував сам директор Крук П. О.
Після Жовтневого перевороту земське училище було реорганізоване в трудову школу 8-річку. В роки хаосу та анархії громадянської війни школа продовжувала працювати, наскільки це було можливим. Через місто проходили армії ворогуючих сторін, мінялись влади, а школа була розташована біля головної дороги, що з'єднувала Житомир з Бердичевом, поряд була залізнична станція. Залишились свідчення старожилів смт. Гришківці, колишніх учнів школи, що пам'ятають перехід дивізії М. Щорса через Бердичів. Загін Овсяникова захопив територію школи і 6 гармат, які розбили денікінський панцерник, що прямував з Козятина на Житомир. Тоді ж в школі розмістився спостережний пункт і лазарет богунців. У липні 1920 р., під час радянсько-польської війни, в приміщенні школи був спостережний пункт 11-ї дивізії Першої кінної армії С. Н. Будьоного, де бував і сам командарм (в радянські часи школа носила його ім'я). Кілька класних кімнат перетворили на кімнати для поранених бійців, а заняття для школярів проходили у будинку на території шкірзаводу. Після уроків учні разом з вчителькою Ящинською М, А. доглядали поранених, влаштовували їм концерти. Начдив Морозов Ф. М. наказав бійцям зняти з трофейного ешелону піаніно і передати школі. Багато років цей інструмент австрійської фірми “Юліус фусті” зберігався в школі. Під час німецької окупації вчитель музики Ґудзь В. С. переховав його в інше місце, Нині ця реліквія зберігається в місцевому краєзнавчому музеї.

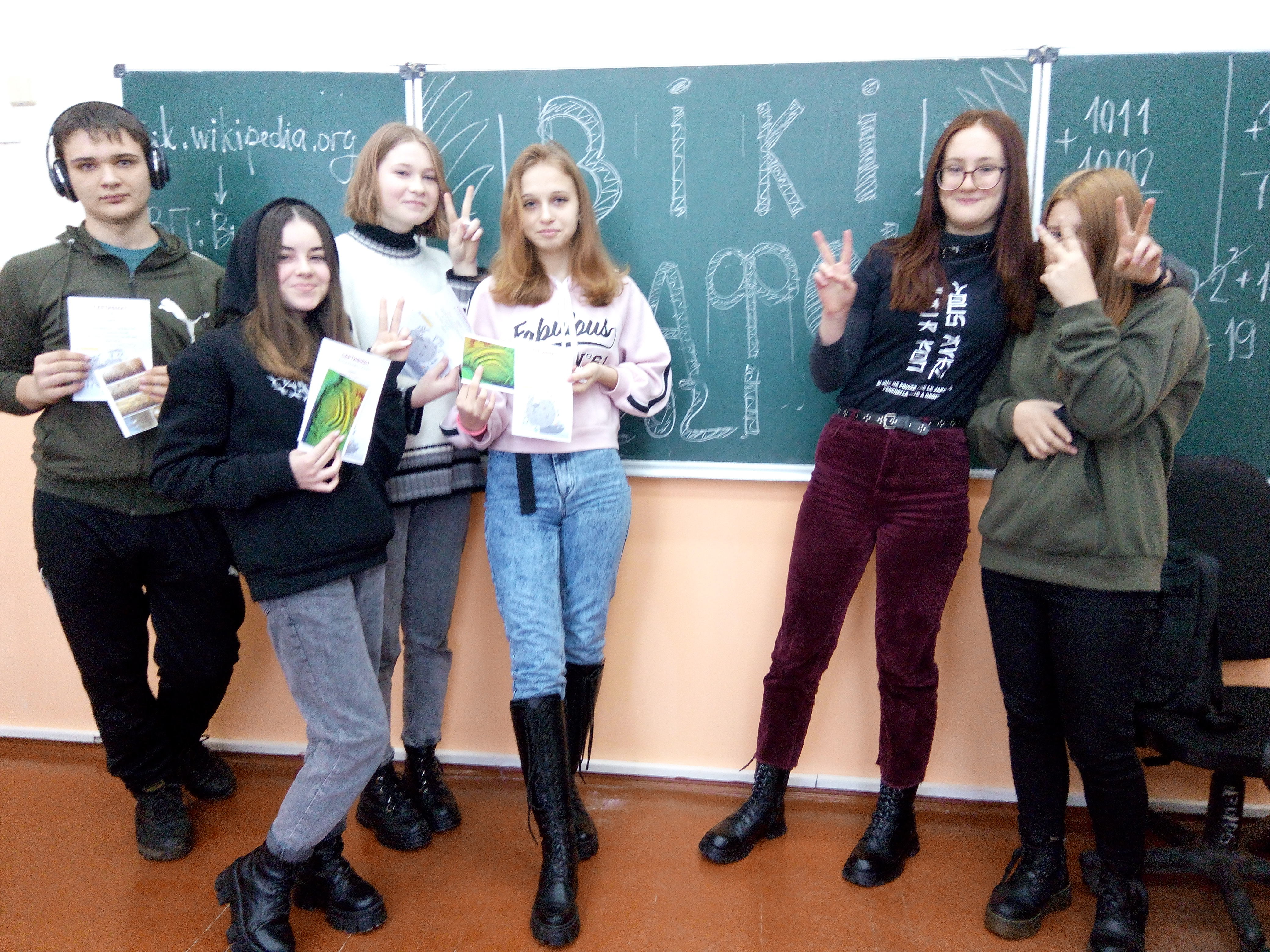
Вікімарафон 2021 у Школі 6

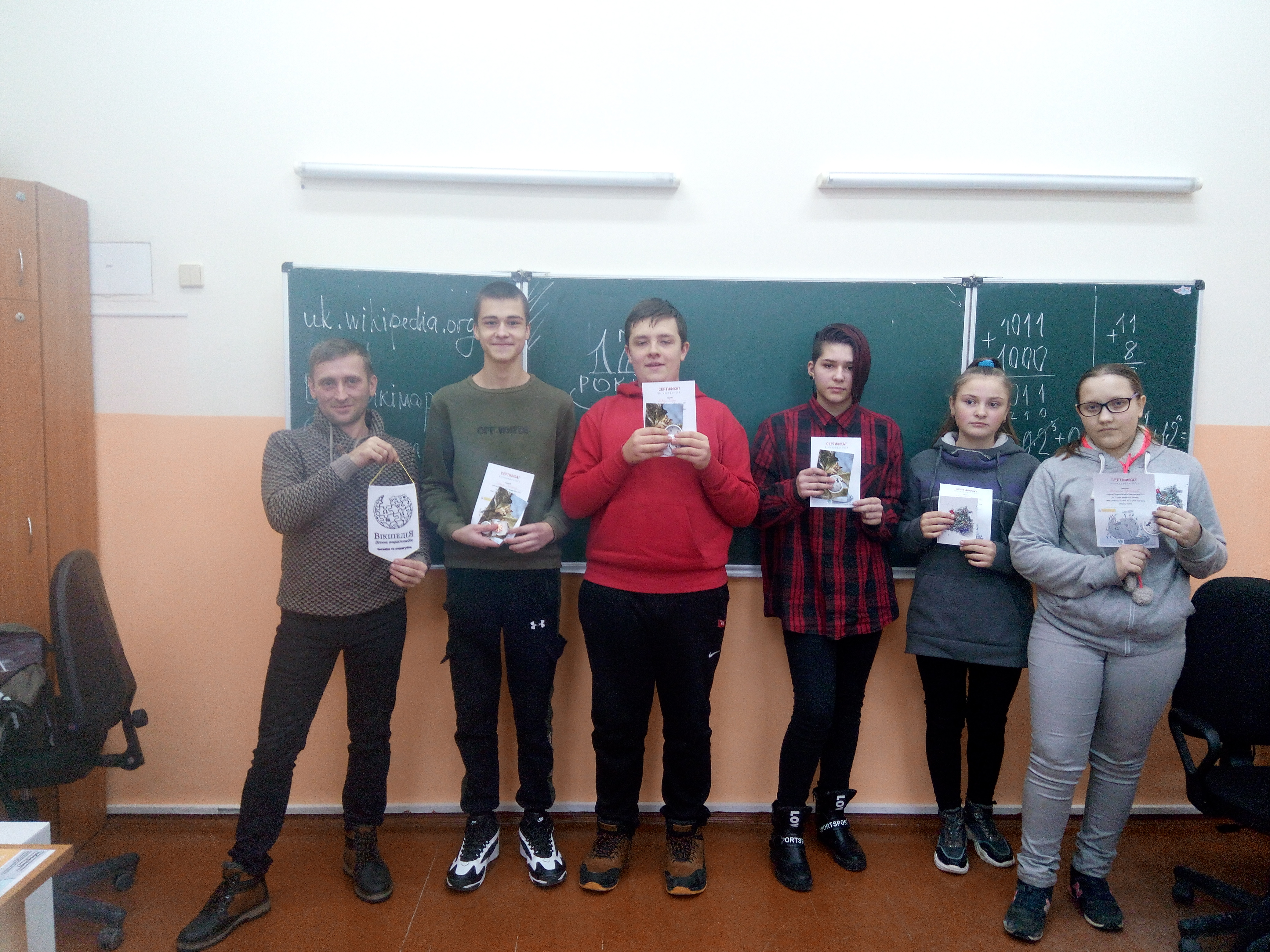
Вікіпедисти з 9А та Шибецький Євгеній

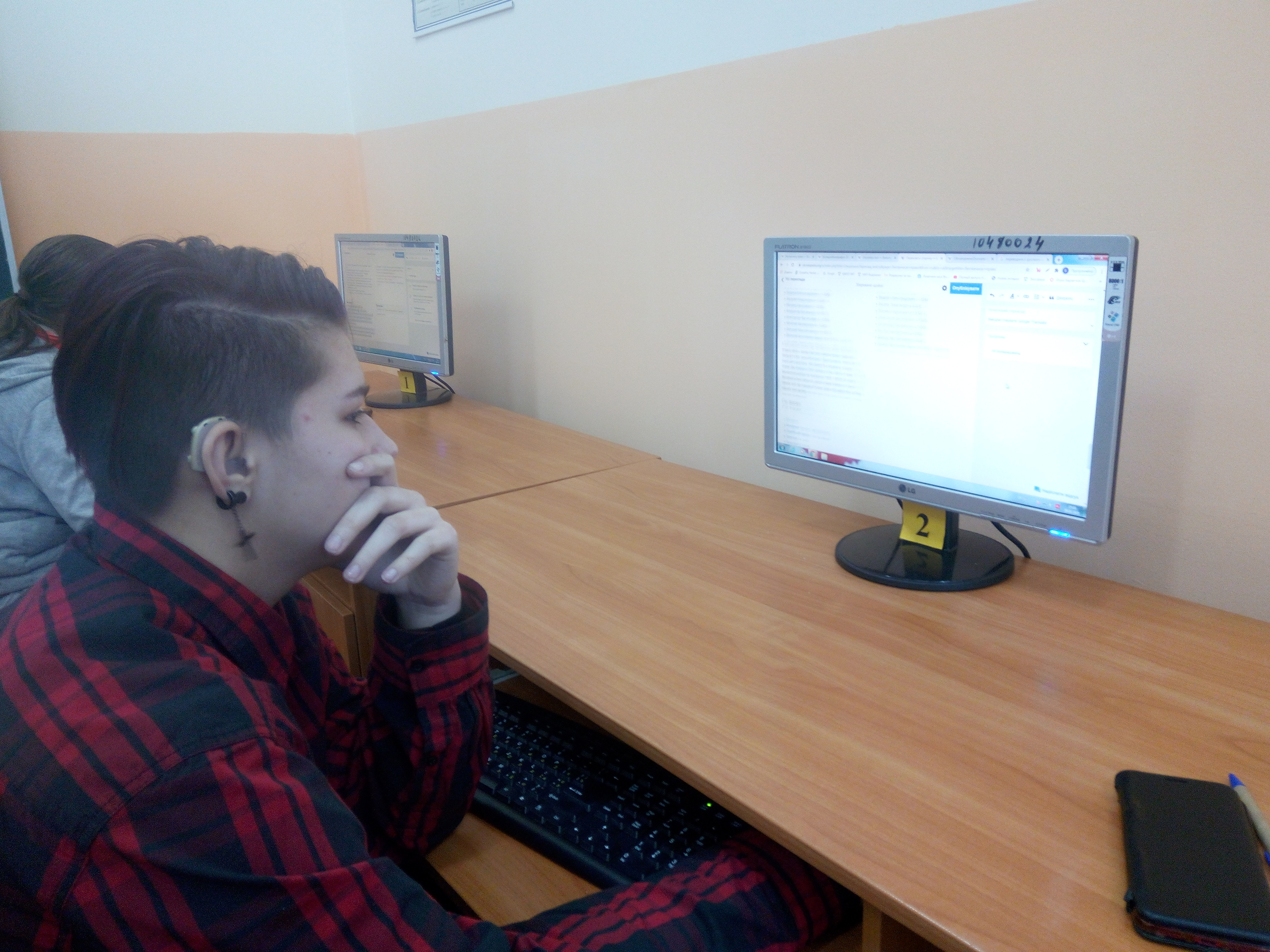
Вікімарафон 2021 у Школі 6

В 30-ті роки ХХ століття в одному приміщенні були дві школи: українська № 11 та польська № 12. Діти навчались у дві зміни. Школу відвідуввало 500 учнів, працювало понад 25 вчителів на чолі з директором Томашевським Казимиром Йосиповичем, у майбутньому учасником Великої Вітчизняної війни, Героєм Радянського Союзу.
В 1931 році був перший випуск 7-х класів обох шкіл. З 1933 року школа стала повністю українською, а з 1938 — почала переростати в середню. В 1934-39 р.р колектив школи очолював Нишпорський Гордій Захарович, а згодом — Винокур Ася Мойсеївна. В довоєнні роки вчителями працювали Ґудзь Володимир Степанович, Довгалюк Валентина Миколаївна, Грінберг Абрам Наумович, Грабар Ніна Ксенофонговна, Май Юлія Петрівна, Колткевич Марія Олександрівна.
Навесні 1940 р. почалася добудова 2-го поверху школи, але війна зруйнували всі плани.

У червні 1941 р. був перший випуск 23-х учнів 10-го класу. Випускники зустрічали світанок, а на кордоні вже точилися бої, бомби падали на міста і села. Наступного дня юнаки пішли в військкомат, але на фронт взяли не всіх. Ті, кого записали добровольцями, потрапили до авіаційного училища. Не повернулися з фронту Власенко Іван, Зінюк Володимир, Кобченко Микола, федченко Василь.

5 липня 1941 року німецькі бомби руйнували наше місто, а 7 липня ворожі війська окупували його. Фашисти перетворили школу на стайню і складське приміщення, знищили весь інвентар.
В січні 1944 року Бердичів звільнили, а школа була в напівзруйнованому стані. Учні і вчителі очистили приміщення, частину вікон замурували, бо не вистачало скла. Без парт, підручників, зошитів почалося навчання. Учні і вчителі самі заготовляли дрова. Група педагогів школи нагороджена медаллю “За доблесну працю у Великій Вітчизняній війні”.
В 1947 році добудували 2-й поверх, у 1954 році на пришкільній ділянці заклали сад із Погребищенського селекційного розсадника, побудовано столярну і слюсарну майстерні, придбано нові меблі, обладнано навчальні кабінети. В одному з травневих номерів місцевої газети “Радянський шлях” за 1954 рік була опублікована замітка лаборанта фізичного кабінету Ружицького В. Й. про недільник по прокладанню водопроводу в середній школі № 6. Водопровід вели від солодовенного заводу до школи, силами 500 учнів та батьків за день було прокладено 300 м труб, викопано близько 1000 м ґрунту. В 1962 році була газифікована. Цього ж року вона відсвяткувала своє 50-річчя. За цей час відбулося 24 випуски. В післявоєнні роки педколектив очолювали директори: Матіящук Олексій Оксентійович, Кондратюк Іван Васильович, Десятко Микола Терентійович. 33 роки, з 1964 по 1997 рік, на цій посаді самовіддано трудився Бойко Анатолій Олексійович.
З 1998 року до 2024 року очолює директор Людмила Василівна Патій.

Перша публікація про школу з'явилась у місцевій пресі в серпні 1949 року. Це була інформація про похід юних туристів по річці Гнилоп'ять до Райковецького городища. З того часу Ружицький В. Й. регулярно писав про свята і будні школи № 6, дбайливо охороняючи та примножуючи її історію.
В 1998 році в школі засновано історико-краєзнавче товариство “Бердич”, яке очолює заступник директора з виховної роботи Данилюк Т. М. Члени товариства — вчителі та учні, які займаються краєзнавчо-пошуковою роботою.

З 2019 року учні гімназії щорічно беруть участь у Вікімарафонах, інших активностях.
У 2022 році школу було перейменовано у гімназію. З 2022-23 навчального року освітній процес у закладі освіти здійснюється за змішаною формою.
У 2024 році гімназію намагалися реорганізувати або закрити.